# Xyrichtys mundiceps
Xyrichtys mundiceps е вид бодлоперка от семейство Labridae. Видът не е застрашен от изчезване.

## Разпространение и местообитание
Разпространен е в Мексико.
Среща се на дълбочина от 12 до 15 m.

## Описание
На дължина достигат до 10,9 cm.